# Arílson
Arílson, właśc. Arílson Gilberto da Costa (ur. 11 czerwca 1973 w Bento Gonçalves) – brazylijski piłkarz, występujący na pozycji pomocnika.

## Kariera klubowa
Karierę piłkarską Arílson zaczął w klubie CE Bento Gonçalves w 1989 roku. W 1993 roku przeszedł do Grêmio Porto Alegre. W lidze brazylijskiej zadebiutował 14 sierpnia 1994 w zremisowanym 0-0 meczu z Bragantino Bragança Paulista. Z Grêmio zdobył mistrzostwo stanu Rio Grande do Sul – Campeonato Gaúcho w 1995, Copa do Brasil w 1994 oraz Copa Libertadores 1995. Na początku 1996 trafił do niemieckiego 1. FC Kaiserslautern, z którym spadł do drugiej ligi. Po powrocie do Brazylii występował w SC Internacional. W latach 1997–1998 występował w SE Palmeiras, z którym zdobył Copa Mercosur 1998.
W 1999 występował ponownie w Grêmio, z którym zdobył kolejne mistrzostwo stanu Rio Grande do Sul. W 1999 po raz drugi wyjechał do Europy do hiszpańskiego Realu Valladolid. Po powrocie do Brazylii Arilson był zawodnikiem Amériki Belo Horizonte, po czym wyjechał do Chile do Universidadu de Chile. Po kolejnym powrocie do Brazylii nastąpiły częste zmiany klubów przez Arilsona. Po powrocie z kolejnego zagranicznego wyjazdu do kolumbijskiego Independiente Santa Fe, Arilson po raz trzeci trafił do Grêmio. W Grêmio 11 grudnia 2004 w przegranym 0-1 meczu z Clube Atlético Mineiro Arilson rozegrał ostatni mecz w lidze brazylijskiej. W lidze brazylijskiej rozegrał 106 meczów i strzelił 6 bramek.
W późniejszych latach występował w klubach z niższych lig. Od 2009 roku jest zawodnikiem występującego w drugiej lidze stanu Rio Grande do Sul 14 de Julho Santana do Livramento.

## Kariera reprezentacyjna
W reprezentacji Brazylii Arílson zadebiutował 8 listopada 1995 w wygranym 1-0 towarzyskim meczu z reprezentacją Argentyny. W 1996 Arílson brał udział w Złotym Pucharze CONCACAF 1996, na którym Brazylia zajęła drugie miejsca. Arílson na turnieju wystąpił we wszystkich czterech meczach z Kanadą, Hondurasem, USA i Meksykiem, który był jego ostatnim meczem w reprezentacji.